# Sewio Networks
Sewio Networks je česká společnost, která se zabývá výrobou vnitřního polohovacího systému kategorizovaného jako lokalizační systém v reálném čase (RTLS).
Sewio RTLS se skládá z hardwaru a softwaru jako all-in-one platforma sloužící více případům použití vnitřního sledování, jako je sledování majetku, sledování vozového parku a sledování osob pomocí technologie založené na ultraširokopásmovém (UWB) TDoA.

## Dějiny
Společnost byla založena v roce 2014 v Brně Milanem Šimkem a Ľubomírem Mrázem.
V roce 2015 společnost přilákala investici ve výši 1 milionu USD od Y Soft Ventures.
V roce 2018 zařadil Deloitte Technology Fast 50 Central Europe Sewio Networks jako šestou nejrychleji rostoucí soukromou technologickou společnost s růstem 947 %. V roce 2019 byla společnost hodnocena společností Deloitte jako devátá nejrychleji rostoucí společnost.
Mezi technologické partnery společnosti Sewio patří DecaWave, irská společnost vyrábějící polovodičové fabless, která vyvíjí integrované obvody, a společnost YSoft, která poskytuje společnosti Sewio vysokokapacitní výrobní linku.
Mezi další partnery patří Ars Electronica, Callaghan Innovation, CGI Group, Capgemini, CYBRA, Dimension Data a Kapsch CarrierCom AG. Ve spolupráci se společností Dimension Data společnost Sewio v roce 2018 nasadila RTLS založené na UWB ke sledování toku materiálu pro koncového zákazníka Prakab, výrobce energetických kabelů.
V letech 2020 a 2021 byla společnost Sewio Networks oceněna jako Volba zákazníků Gartner Peer Insights za služby určování polohy v budovách a Magický kvadrant Gartner za služby určování polohy v budovách.
V roce 2021 společnost uvedla na trh Sewio RTLS 2.5, který umožňuje 1D sledování pomocí směrových antén.
Hlavní exportní směry společnosti: USA, Kanada, Česko, Francie, Německo, Švýcarsko, Itálie.
Mezi zákazníky Sewio patří Volkswagen, Continental, SEG Automotive, Škoda, VELUX Commercial, NovoPlan, Bora Italy, Budweiser Budvar, Canadian Natural Resources (CNRL).
Společnost má pobočky v České republice, Německu, Spojeném království a Spojených státech amerických. Ve firmě je 35 zaměstnanců.

## Produkty
- UWB RTLS Tagy
- UWB RTLS Kotvy
- Studio RTLS
- RTLS UWB Wi-Fi Kit: RTLS sada připravená pro sledování pohybu uvnitř budov
- UWB Sniffer: analyzátor pro ladění přesného RTLS a aktivního systému RFID